# 成田市立公津小学校
成田市立公津小学校（なりたしりつ こうづしょうがっこう）は、千葉県成田市台方にある公立小学校。

## 概要
「心豊かで、自ら学ぶたくましい児童の育成」を目標に、保護者や地域との連携を図り、開かれた学校づくりを推進している。目指す児童像として、「思いやりのある子」、「自分で考え、進んで学ぶ子」、「元気でがんばりのきく子」を掲げ、命を大切にし、明るい挨拶ができ、基礎・基本をしっかり身につけた子どもたちを育てようとしている。

## 沿革
- 1873年（明治6年） - 創立。

## 学区
船形の一部、北須賀、台方の一部、下方、大袋の一部、江弁須の一部、宗吾1丁目、宗吾2丁目、宗吾3丁目、宗吾4丁目

## 進学
- 成田市立西中学校
- 成田市立公津の杜中学校